# F-Liiga 2020/21
Die F-Liiga 2020/21 war die erste unter dieser Bezeichnung und insgesamt 35. Spielzeit um die finnische Floorball-Meisterschaft auf dem Großfeld der Herren.
Die Saison begann am 20. September 2020 und die Hauptrunde endete am 27. Februar 2021. Aufgrund der Corona-Pandemie wurde die vorherige Saison vor Ende der Hauptrunde ohne Meister abgebrochen, wodurch dieses Jahr der Erste der abgelaufenen Hauptrunde SC Classic wieder als Titelverteidiger gilt.

## Teilnehmende Mannschaften
- SC Classic (Meister 2018/19)
- Esport Oilers
- EräViikingit
- Nokian KrP
- Turku PS
- Westend Indians
- Seinäjoen PV
- Happee Jyväskylä
- LASB
- Oulon LS
- Tikkurilan Tiikerit
- SB Welhot
- Steelers Hämeenlinna
- Nurmon Jymy (N)

## Modus
In der Hauptrunde spielt jedes Team jeweils zweimal (Hin- und Rückspiel) gegen jedes andere. In den Play-offs suchen sich die ersten vier der Hauptrunde (beginnend beim Ersten) ihre Gegner (5. bis 8. Platz der Hauptrunde) nacheinander aus. Die Gewinner aus Spiel 1 und 4 und die aus 2 und 3 spielen dann gegeneinander und deren zwei Sieger ermitteln den finnischen Floorball-Meister. Alle Play-off-Runden werden in einem Best-of-7-Modus ausgespielt.
Die letzte Mannschaft der Tabelle nach der Hauptrunde steigt ab. Die Teams auf den Plätzen 12 und 13 müssen in die Relegation. Dort treten zunächst diese beiden gegeneinander an. Der Gewinner hält die Klasse. Der Verlierer dieser Partie und der Vizemeister der Divari spielen um den letzten freien Platz der kommenden Saison. Beide Runden werden in einem Best-of-5-Modus ausgespielt.

## Hauptrunde
| Pl. | Verein               | Sp. | S  | OTS | OWN | N  | Tore    | Diff. | Pkt. |
| --- | -------------------- | --- | -- | --- | --- | -- | ------- | ----- | ---- |
| 01. | SC Classic (M, S)    | 26  | 20 | 4   | 1   | 1  | 218:126 | +92   | 69   |
| 02. | Esport Oilers        | 26  | 19 | 3   | 0   | 4  | 201:114 | +87   | 63   |
| 03. | Turku PS             | 26  | 19 | 2   | 1   | 4  | 183:104 | +79   | 62   |
| 04. | Nokian KrP           | 26  | 18 | 0   | 2   | 6  | 197:122 | +75   | 56   |
| 05. | Happee Jyväskylä     | 26  | 14 | 3   | 0   | 9  | 178:137 | +41   | 48   |
| 06. | Westend Indians      | 26  | 12 | 2   | 1   | 11 | 147:132 | +15   | 41   |
| 07. | Seinäjoen PV         | 26  | 11 | 2   | 2   | 11 | 177:141 | +36   | 39   |
| 08. | LASB                 | 26  | 12 | 0   | 2   | 12 | 123:137 | −14   | 38   |
| 09. | EräViikingit         | 26  | 10 | 1   | 3   | 12 | 136:141 | −5    | 35   |
| 10. | Oulon LS             | 26  | 7  | 1   | 4   | 14 | 135:179 | −44   | 27   |
| 11. | Tikkurilan Tiikerit  | 26  | 5  | 4   | 1   | 16 | 114:160 | −46   | 24   |
| 12. | Steelers Hämeenlinna | 26  | 6  | 0   | 4   | 16 | 119:194 | −75   | 22   |
| 13. | Nurmon Jymy (N)      | 26  | 4  | 0   | 2   | 20 | 113:210 | −97   | 14   |
| 14. | SB Welhot            | 26  | 2  | 1   | 0   | 23 | 084:228 | −144  | 8    |

| Legende                                        |
| ---------------------------------------------- |
| Teilnahme an den Play-offs                     |
| Teilnahme an der Relegation                    |
| Abstieg in die Divari                          |
| (M) Titelverteidiger Salibandyliiga 2018/19    |
| (S) Erster der Hauptrunde 2019/20 beim Abbruch |
| (N) Aufsteiger                                 |

### Statistik
Torschützenliste
| Pl. | Spieler            | Mannschaft    | Tore |
| --- | ------------------ | ------------- | ---- |
| 1.  | Sami Johansson     | SC Classic    | 44   |
| 2.  | Henri Johansson    | Nokian KrP    | 37   |
| 3.  | Justus Kainulainen | Esport Oilers | 35   |

Meiste Torvorlagen
| Pl. | Spieler        | Mannschaft   | Vorlagen |
| --- | -------------- | ------------ | -------- |
| 1.  | Joona Rantala  | Nokian KrP   | 34       |
| 2.  | Sami Koski     | Seinäjoen PV | 32       |
| 3.  | Sami Johansson | SC Classic   | 30       |

Scorerliste
| Pl. | Spieler         | Mannschaft | Gesamt | Tore | Vorlagen |
| --- | --------------- | ---------- | ------ | ---- | -------- |
| 01. | Sami Johansson  | SC Classic | 74     | 44   | 30       |
| 02. | Joona Rantala   | Nokian KrP | 64     | 30   | 34       |
| 03. | Henri Johansson | Nokian KrP | 63     | 37   | 26       |

Meiste Saves
| Pl. | Spieler        | Mannschaft       | Saves  |
| --- | -------------- | ---------------- | ------ |
| 1.  | Niko Nordström | Esport Oilers    | 84,5 % |
| 2.  | Miko Hassinen  | Happee Jyväskylä | 80,6 % |
| 3.  | Olli Kuisma    | Turku PS         | 79,4 % |

## Play-offs
Die zuerst genannte Mannschaften hat beim ersten Spiel Heimrecht, welches folgend abgewechselt wird.

### Viertelfinale
|               |   |                  | Serie | 1               | 2         | 3               | 4         | 5               | 6         | 7         |
| ------------- | - | ---------------- | ----- | --------------- | --------- | --------------- | --------- | --------------- | --------- | --------- |
| SC Classic    | – | LASB             | 4:1   | 13:4 (1:0)      | 3:7 (1:1) | 8:2 (2:1)       | 9:2 (3:1) | 4:3 (4:1)       | –         | –         |
| Esport Oilers | – | Westend Indians  | 4:1   | 5:4 (1:0)       | 6:4 (2:0) | 5:4 n. V. (3:0) | 3:5 (3:1) | 7:6 n. V. (4:1) | –         | –         |
| Turku PS      | – | Seinäjoen PV     | 4:1   | 2:3 n. V. (0:1) | 8:4 (1:1) | 10:2 (2:1)      | 3:2 (3:1) | 5:4 (4:1)       | –         | –         |
| Nokian KrP    | – | Happee Jyväskylä | 4:3   | 5:6 (0:1)       | 5:2 (1:1) | 0:9 (1:2)       | 2:3 (1:3) | 6:5 n. V. (2:3) | 2:1 (3:3) | 8:3 (4:3) |

### Halbfinale
|               |   |            | Serie | 1               | 2         | 3               | 4               | 5               | 6               | 7          |
| ------------- | - | ---------- | ----- | --------------- | --------- | --------------- | --------------- | --------------- | --------------- | ---------- |
| SC Classic    | – | Nokian KrP | 4:3   | 5:4 (1:0)       | 5:7 (1:1) | 5:4 (2:1)       | 5:6 n. V. (2:2) | 3:4 n. V. (2:3) | 7:2 (3:3)       | 10:4 (4:3) |
| Esport Oilers | – | Turku PS   | 4:2   | 6:5 n. V. (1:0) | 6:2 (2:0) | 4:5 n. V. (2:1) | 9:5 (3:1)       | 2:5 (3:2)       | 3:2 n. V. (4:2) | –          |

### Spiel um Platz 3
| 5. April 2021 14:30 Uhr |  | Turku PS | 3:5 (2:2, 1:1, 0:2) Spielbericht | Nokian KrP | Kupittaan palloiluhalli, Turku Zuschauer: 1 |

### Finale
|            |   |               | Serie | 1         | 2         | 3         | 4         | 5 | 6 | 7 |
| ---------- | - | ------------- | ----- | --------- | --------- | --------- | --------- | - | - | - |
| SC Classic | – | Esport Oilers | 4:0   | 9:1 (1:0) | 6:1 (2:0) | 5:3 (3:0) | 8:3 (4:0) | – | – | – |

| 5. April 2021 16:30 Uhr |  | SC Classic | 9:1 (2:0, 3:1, 4:0) Spielbericht | Esport Oilers | Tampere Areena, Tampere |

| 8. April 2021 18:30 Uhr |  | Esport Oilers | 1:6 (0:2, 0:2, 1:2) Spielbericht | SC Classic | Tapiolan Urheiluhalli, Espoo |

| 9. April 2021 18:30 Uhr |  | SC Classic | 5:3 (1:2, 2:1, 2:0) Spielbericht | Esport Oilers | Tampere Areena, Tampere |

| 11. April 2021 15:30 Uhr |  | Esport Oilers | 3:8 (1:0, 1:5, 2:1) Spielbericht | SC Classic | Tapiolan Urheiluhalli, Espoo |

| 14. April 2021 18:30 Uhr |  | SC Classic | entfällt | Esport Oilers | Tampere Areena, Tampere |

| 16. April 2021 18:30 Uhr |  | Esport Oilers | entfällt | SC Classic | Tapiolan Urheiluhalli, Espoo |

| 18. April 2021 18:30 Uhr |  | SC Classic | entfällt | Esport Oilers | Tampere Areena, Tampere |

## Relegation
Die zuerst genannte Mannschaften hat beim ersten Spiel Heimrecht, welches folgend abgewechselt wird.

### 1. Runde
|                      |   |             | Serie | 1         | 2               | 3         | 4         | 5         |
| -------------------- | - | ----------- | ----- | --------- | --------------- | --------- | --------- | --------- |
| Steelers Hämeenlinna | – | Nurmon Jymy | 2:3   | 6:4 (1:0) | 3:4 n. V. (1:1) | 3:8 (1:2) | 5:2 (2:2) | 3:3 (4:1) |

### 2. Runde
|                      |   |                     | Serie | 1         | 2         | 3              | 4 | 5 |
| -------------------- | - | ------------------- | ----- | --------- | --------- | -------------- | - | - |
| Steelers Hämeenlinna | – | Kirkkonummi Rangers | 3:0   | 8:2 (1:0) | 8:3 (2:2) | 8:7 n. V.(3:0) | – | – |